# 百里挑一
《百里挑一》（羅馬化：Nueng Nai Roi / Nueng Nai Roy）是一部由Thong Entertainment制作，塔纳波·里拉塔纳卡邹和乌拉萨雅·斯帕邦德领衔主演的泰国年代爱情剧。此剧根据Dokmai Sod（或M.L. Buppha）的小说《百分之一》改编，2023年11月开拍，2024年9月19日起在泰国第3电视台播出。

## 演员阵容

### 主要人物
- 塔纳波·里拉塔纳卡邹 饰演 Phra Waratabut（Wichai）

火热的法官，家庭的顶梁柱，可以为了弟弟牺牲一切。
- 乌拉萨雅·斯帕邦德 饰演 Anong Sunthornphong

外国女孩，百万富翁的继承人

### Wichai周边人物
- 皮拉维·塔奇沙鹏 饰演 Chat Waratabut

Wichai的弟弟
- 楠萌·苏提达查奈 饰演 Choi Waratabut

Wichai的妹妹

### Anong周边人物
- 塔克利·达万鹏 饰演 Somphong Sunthornphong

Anong的大哥
- 纳塔尼奇·普拉西坦 饰演 Sawaeng Sunthornphong

Anong的二哥
- 萨鲁特·纳瓦帕蒂库尔 饰演 Chamlong Sunthornphong

Anong的三哥
- 塔萨波·威维塔瓦 饰演 Prasit Sunthornphong

Anong的四哥

### 其他人物
- 西莉拉可·邝 饰演 Chan Torn
- 普丽塔·素萍琼普
- 妮莎春·唐苏努恩 饰演 Urai
- 娜塔莎·朱拉暖 饰演 Chuang Waratabut
- 查纳提普·坡通卡
- 婉维茉·珍萨瓦米缇

## 制作
2023年10月24日，Thong Entertainment发布了演员试装的照片。
2023年10月26日，Thong Entertainment正式公布此剧的演员阵容，并于同年11月6日发布了一张塔纳波·里拉塔纳卡邹和乌拉萨雅·斯帕邦德的定妆照。
此剧于2023年11月7日正式开拍。